# TSN (rete televisiva)
The Sports Network, noto come TSN, è un canale sportivo canadese in lingua inglese che trasmette 24 ore su 24 i maggiori sport del continente americano.
TSN è capeggiata da CTVglobomedia per l'80% e da ESPN Inc. per il 20%.
Il 29 agosto 2008 TSN ha lanciato TSN2 che trasmette gli eventi live che TSN non può trasmettere a causa di un altro evento live più importante, rinominando il canale principale TSN1, differenziato dal 2014 in 4 fasce geografiche.

## Programmazione
TSN può essere definito l'equivalente canadese dell'ESPN, infatti trasmette un notiziario sportivo di nome SportCentre simile allo SportsCenter del canale americano. I maggiori sport che trasmette TSN sono NBA, NHL, NFL ( solo il Monday Night Football, che va in onda su ESPN e il Sunday Night Football che va in onda su NBC), la Formula 1, la UEFA Champions League e la NASCAR ( sia la Cup Series che la Xfinity Series).
TSN trasmette anche alcuni eventi di NFL Network che è il canale via cavo degli USA dedicato al Football americano. Nel 2015 ha trasmesso la Coppa del Mondo di rugby in Canada.

## RDS
Esiste, anche, in Canada, una versione in francese di TSN che si chiama Réseau des sports o più semplicemente abbreviato in RDS.

## TSN HD
TSN HD è un canale che trasmette in contemporanea ma in HD i programmi che vanno in onda su TSN. Esso è stato lanciato 15 agosto 2003 e trasmette in 16:9 tutti gli eventi in diretta compresi NBA e NASCAR.
Dal 26 settembre 2006 anche il notiziario SportCentre va in onda in HD.